# أفنيش
قرية أفنيش هي إحدى القرى التابعة لمركز نبروه في محافظة الدقهلية في جمهورية مصر العربية. حسب إحصاءات سنة 2006، بلغ إجمالي السكان في أفنيش 5112 نسمة، منهم 2623 رجل و2489 امرأة.

## التاريخ
قرية أفنيش من القرى القديمة، حيث وردت باسم «أفنيش» في أعمال السمنودية ضمن قرى الروك الصلاحي التي أحصاها ابن مماتي في كتاب قوانين الدواوين، كما وردت باسم «أفنيش» في أعمال الغربية ضمن قرى الروك الناصري التي أحصاها ابن الجيعان في كتاب «التحفة السنية بأسماء البلاد المصرية». وفي العصر العثماني وردت باسم «أفنيش» في التربيع العثماني الذي أجراه الوالي العثماني سليمان باشا الخادم في عصر السلطان العثماني سليمان القانوني ضمن قرى ولاية الغربية، وفي تاريخ 1228هـ/1813م الذي عدّ قرى مصر بعد المسح الذي قام به محمد علي باشا باسم «أفنيش» ضمن قرى مديرية الغربية.